# Euagrotis nigrovittata
Euagrotis nigrovittata là một loài bướm đêm trong họ Noctuidae.